# Eleições estaduais em Minas Gerais em 2022
As eleições estaduais em Minas Gerais em 2022 foram realizadas em 2 de outubro (primeiro turno) e 30 de outubro (segundo turno, caso necessário). Os eleitores vão eleger um governador, vice-governador, um senador, 53 deputados para a Câmara dos Deputados e 77 deputados da Assembleia Legislativa. O processo eleitoral de 2022 está marcado pela sucessão para o cargo ocupado pelo atual governador Romeu Zema, do Partido Novo, que está elegível para um segundo mandato e pretende concorrer à reeleição. Para a eleição ao Senado Federal, está em disputa a vaga ocupada por Alexandre Silveira, do PSD, que tomou posse do mandato em fevereiro de 2022 com a renúncia do titular eleito em 2014, Antonio Anastasia, que assumiu o cargo de ministro do Tribunal de Contas da União.
O governador e o vice-governador eleitos nesta eleição exercerão um mandato alguns dias mais longo. Isso ocorre devido a Emenda Constitucional n° 111, que alterou a Constituição e estipulou que o mandato dos governadores dos Estados e do Distrito Federal deverá ser iniciado em 06 de janeiro após a eleição. Entretanto, os candidatos eleitos nesta eleição assumem dia 1º de janeiro de 2023 e entregam o cargo no dia 06 de janeiro de 2027.

## Calendário eleitoral
| Calendário eleitoral      | Calendário eleitoral                                                                       |
| ------------------------- | ------------------------------------------------------------------------------------------ |
| 15 de maio                | Início do financiamento coletivo dos pré-candidatos                                        |
| 20 de julho a 5 de agosto | Convenções partidárias para a escolha dos candidatos e das coligações                      |
| 2 de outubro              | Primeiro turno das eleições                                                                |
| 7 a 28 de outubro         | Propaganda eleitoral gratuita no rádio e na televisão relativa a um eventual segundo turno |
| 30 de outubro             | Eventual segundo turno das eleições                                                        |
| até 19 de dezembro        | Diplomação dos eleitos pela Justiça Eleitoral                                              |

## Candidatos ao Governo Estadual
As convenções partidárias iniciaram-se no dia 20 de julho, se estendendo até 5 de agosto. Os seguintes partidos políticos confirmaram suas candidaturas. Os partidos políticos tiveram até 15 de agosto de 2022 para registrar formalmente os seus candidatos. 

### Candidaturas confirmadas
Nota: A tabela a seguir está organizada por ordem alfabética de candidatos de acordo com o nome registrado na Justiça Eleitoral.
| Governador(a)     | Governador(a) | Governador(a) | Cargo político anterior                       | Vice-Governador(a)  | Vice-Governador(a) | Vice-Governador(a) | Coligação/ Federação                                                                  | Número eleitoral | Tempo de horário eleitoral |
| Candidato         | Partido       | Partido       | Cargo político anterior                       | Candidato           | Partido            | Partido            | Coligação/ Federação                                                                  | Número eleitoral | Tempo de horário eleitoral |
| Cabo Tristão      |               | PMB           | Sem cargo político anterior                   | Antônio Otávio      |                    | PMB                | Sem coligação                                                                         | 35               | Sem tempo de rádio e TV    |
| Carlos Viana      |               | PL            | Senador por Minas Gerais (2019–atualidade)    | Coronel Wanderley   |                    | Republicanos       | Lealdade Por Minas PL, Republicanos, PRTB                                             | 22               | 1min38s                    |
| Indira Xavier     |               | UP            | Sem cargo político anterior                   | Edna da Izidora     |                    | UP                 | Sem coligação                                                                         | 80               | Sem tempo de rádio e TV    |
| Alexandre Kalil   |               | PSD           | Prefeito de Belo Horizonte (2017–2022)        | André Quintão       |                    | PT                 | Juntos Pelo Povo de Minas Gerais PSD, FE Brasil (PT, PCdoB, PV), PSB                  | 55               | 3min18s                    |
| Lorene Figueiredo |               | PSOL          | Sem cargo político anterior                   | Ana Azevedo         |                    | PSOL               | Fed. PSOL REDE                                                                        | 50               | 25s                        |
| Lourdes Francisco |               | PCO           | Sem cargo político anterior                   | Sebastião Pessoa    |                    | PCO                | Sem coligação                                                                         | 29               | Sem tempo de rádio e TV    |
| Marcus Pestana    |               | PSDB          | Deputado federal por Minas Gerais (2011–2019) | Paulo Brant         |                    | PSDB               | O Futuro em Nossas Mãos Fed. PSDB Cidadania, PDT                                      | 45               | 1min41s                    |
| Renata Regina     |               | PCB           | Sem cargo político anterior                   | Tuani Guimarães     |                    | PCB                | Sem coligação                                                                         | 21               | Sem tempo de rádio e TV    |
| Vanessa Portugal  |               | PSTU          | Sem cargo político anterior                   | Jordano Metalúrgico |                    | PSTU               | Sem coligação                                                                         | 16               | Sem tempo de rádio e TV    |
| Romeu Zema        |               | NOVO          | Governador de Minas Gerais (2019–atualidade)  | Mateus Simões       |                    | NOVO               | Minas Nos Trilhos NOVO, Avante, PP, Solidariedade, PODE, Patriota, PMN, MDB, DC, Agir | 30               | 2min51s                    |

### Desistências
- Saraiva Felipe (PSB) -  Deputado federal por Minas Gerais (1995–2019) e Ministro da Saúde (2005–2006). O Partido Socialista Brasileiro abriu mão da pré-candidatura do ex-ministro ao governo estadual para apoiar Alexandre Kalil. [25]
- Miguel Corrêa (PDT) - Ex-Secretário de Estado de Esportes de MG durante a gestão de Fernando Pimentel (PT) e deputado federal por três legislaturas (2007 a 2019), Corrêa retirou-se da disputa alegando motivos particulares, entre os quais, especialmente, o processo de separação de sua ex-companheira. Ademais, Corrêa foi condenado recentemente pelo Tribunal Superior Eleitoral à suspensão de seus direitos políticos por 8 (oito) anos por abuso de poder econômico.[26][27]

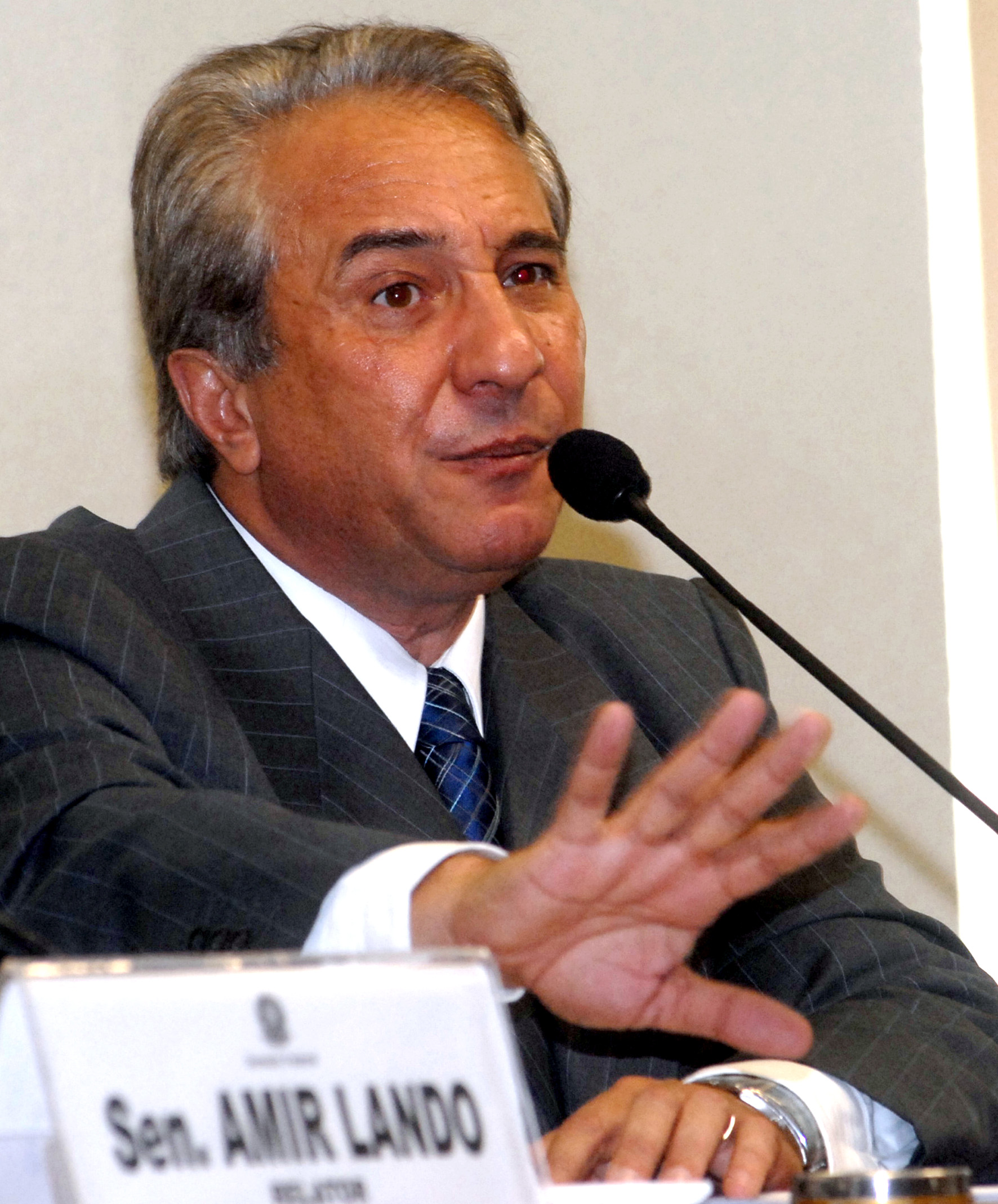
Ministro da Saúde do Brasil Saraiva Felipe (PSB) (2005–2006)
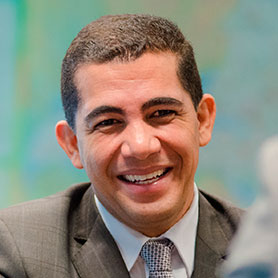
Deputado federal por Minas Gerais Miguel Corrêa (PDT) (2007–2019)

## Candidatos ao Senado Federal
As convenções partidárias iniciaram-se no dia 20 de julho, se estendendo até 5 de agosto. Os seguintes partidos políticos já confirmaram suas candidaturas. Os partidos políticos têm até 15 de agosto de 2022 para registrar formalmente os seus candidatos. 

### Candidaturas confirmadas
Nota: A tabela a seguir está organizada por ordem alfabética de candidatos de acordo com o nome registrado na Justiça Eleitoral.
| Senador               | Senador                           | Senador | Cargo político anterior                             | Suplentes                       | Suplentes | Suplentes | Coligação/ Federação                                                                  | Número eleitoral | Tempo de horário eleitoral |
| Candidato             | Partido                           | Partido | Cargo político anterior                             | Candidatos                      | Partido   | Partido   | Coligação/ Federação                                                                  | Número eleitoral | Tempo de horário eleitoral |
| Alexandre Silveira    |                                   | PSD     | Senador por Minas Gerais (2022–atualidade)          | 1° suplente: Virgílio Guimarães |           | PT        | Juntos Pelo Povo de Minas Gerais PSD, FE Brasil (PT, PCdoB, PV), PSB                  | 555              | 1min50s                    |
| Alexandre Silveira    | 2ª suplente: Professora Cida Lima | PSD     | Senador por Minas Gerais (2022–atualidade)          |                                 |           | PT        | Juntos Pelo Povo de Minas Gerais PSD, FE Brasil (PT, PCdoB, PV), PSB                  | 555              | 1min50s                    |
| Bruno Miranda         |                                   | PDT     | Vereador de Belo Horizonte (2021–atualidade)        | 1° suplente: Henrique Braga     |           | PSDB      | O Futuro Em Nossas Mãos Fed. PSDB Cidadania, PDT                                      | 123              | 55s                        |
| Bruno Miranda         | 2° suplente: Ivayr Soalheiro      | PDT     | Vereador de Belo Horizonte (2021–atualidade)        |                                 | PDT       |           | O Futuro Em Nossas Mãos Fed. PSDB Cidadania, PDT                                      | 123              | 55s                        |
| Cleitinho Azevedo     |                                   | PSC     | Deputado estadual de Minas Gerais (2019–atualidade) | 1° suplente: Alex Diniz         |           | PSC       | Sem coligação                                                                         | 200              | 10s                        |
| Cleitinho Azevedo     | 2° suplente: Wander de Sousa      | PSC     | Deputado estadual de Minas Gerais (2019–atualidade) |                                 |           | PSC       | Sem coligação                                                                         | 200              | 10s                        |
| Dirlene Marques       |                                   | PSTU    | Sem cargo político anterior                         | 1° suplente: Victoria Mello     |           | PSTU      | Sem coligação                                                                         | 161              | Sem tempo de rádio e TV    |
| Dirlene Marques       | 2° suplente: Adriano Cavalheiro   | PSTU    | Sem cargo político anterior                         |                                 |           | PSTU      | Sem coligação                                                                         | 161              | Sem tempo de rádio e TV    |
| Irani Gomes           |                                   | PRTB    | Sem cargo político anterior                         | 1° suplente: Petrônio           |           | PRTB      | Sem coligação                                                                         | 280              | Sem tempo de rádio e TV    |
| Irani Gomes           | 2° suplente: Oseas Soares         | PRTB    | Sem cargo político anterior                         |                                 |           | PRTB      | Sem coligação                                                                         | 280              | Sem tempo de rádio e TV    |
| Marcelo Aro           |                                   | PP      | Deputado federal por Minas Gerais (2015–atualidade) | 1ª suplente: Camila Soares      |           | Avante    | Minas Nos Trilhos NOVO, Avante, PP, Solidariedade, PODE, Patriota, PMN, MDB, DC, Agir | 111              | 1min37s                    |
| Marcelo Aro           | 2° suplente: Teteco               | PP      | Deputado federal por Minas Gerais (2015–atualidade) |                                 | MDB       |           | Minas Nos Trilhos NOVO, Avante, PP, Solidariedade, PODE, Patriota, PMN, MDB, DC, Agir | 111              | 1min37s                    |
| Naomi de Almeida      |                                   | PCO     | Sem cargo político anterior                         | 1° suplente: Antônio Barnabé    |           | PCO       | Sem coligação                                                                         | 290              | Sem tempo de rádio e TV    |
| Naomi de Almeida      | 2ª suplente: Dalila de Almeida    | PCO     | Sem cargo político anterior                         |                                 |           | PCO       | Sem coligação                                                                         | 290              | Sem tempo de rádio e TV    |
| Pastor Altamiro Alves |                                   | PTB     | Sem cargo político anterior                         | 1° suplente: Leonardo Soltz     |           | PTB       | Sem coligação                                                                         | 142              | 12s                        |
| Pastor Altamiro Alves | 2° suplente: Julio Hubner         | PTB     | Sem cargo político anterior                         |                                 |           | PTB       | Sem coligação                                                                         | 142              | 12s                        |
| Sara Azevedo          |                                   | PSOL    | Sem cargo político anterior                         | 1° suplente: Artur Duarte       |           | PSOL      | Fed. PSOL REDE                                                                        | 500              | 13s                        |
| Sara Azevedo          | 2° suplente: Manoel Cipriano      | PSOL    | Sem cargo político anterior                         |                                 |           | PSOL      | Fed. PSOL REDE                                                                        | 500              | 13s                        |

### Desistências

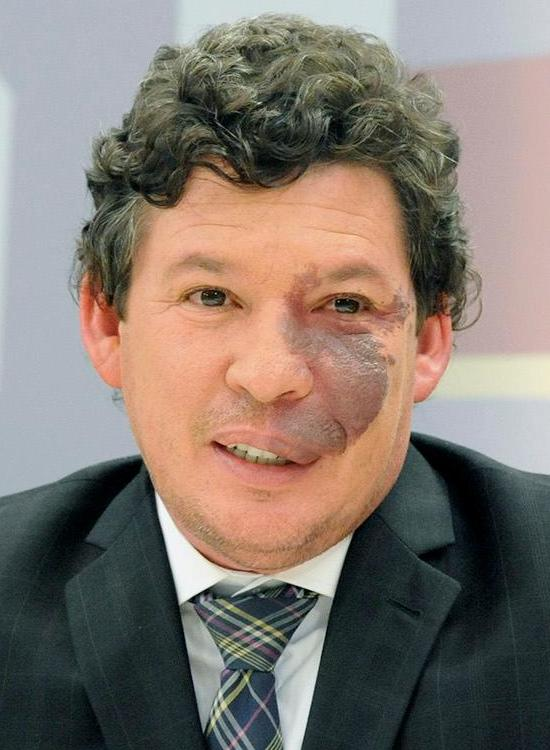
Reginaldo Lopes (PT) - Deputado federal por Minas Gerais (2003 – atualidade). Lopes desistiu de sua candidatura para ser coordenador da campanha presidencial de Lula em 2022 em Minas Gerais e interlocutor da aliança com o Partido Social Democrático (PSD), facilitando assim, o apoio do PT a candidatura de Alexandre Kalil e Alexandre Silveira.
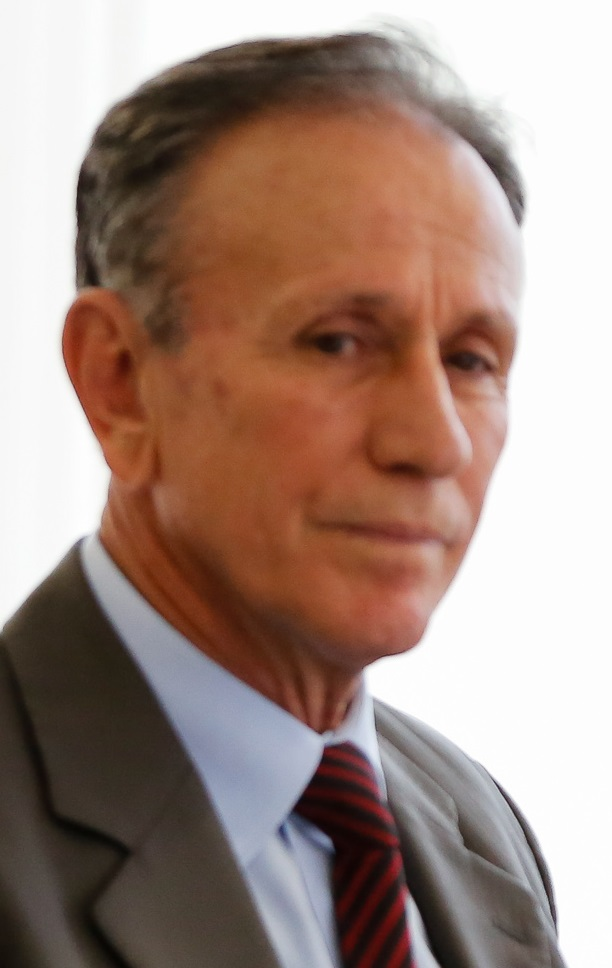
Paulo Piau (MDB) - Prefeito de Uberaba (2013–2021). Sua pré candidatura foi retirada pela direção do partido em plena convenção, e o seu partido optou por apoiar o candidato Marcelo Aro (PP) para a eleiçāo no Senado.
- Arcanjo Pimenta (MDB) - Militante do MDB Afro. No dia da convenção, Arcanjo Pimenta decidiu retirar sua pré candidatura ao senado para apoiar o candidato Marcelo Aro (PP), e logo depois, lançou-se candidato à Deputado federal.[36][37]
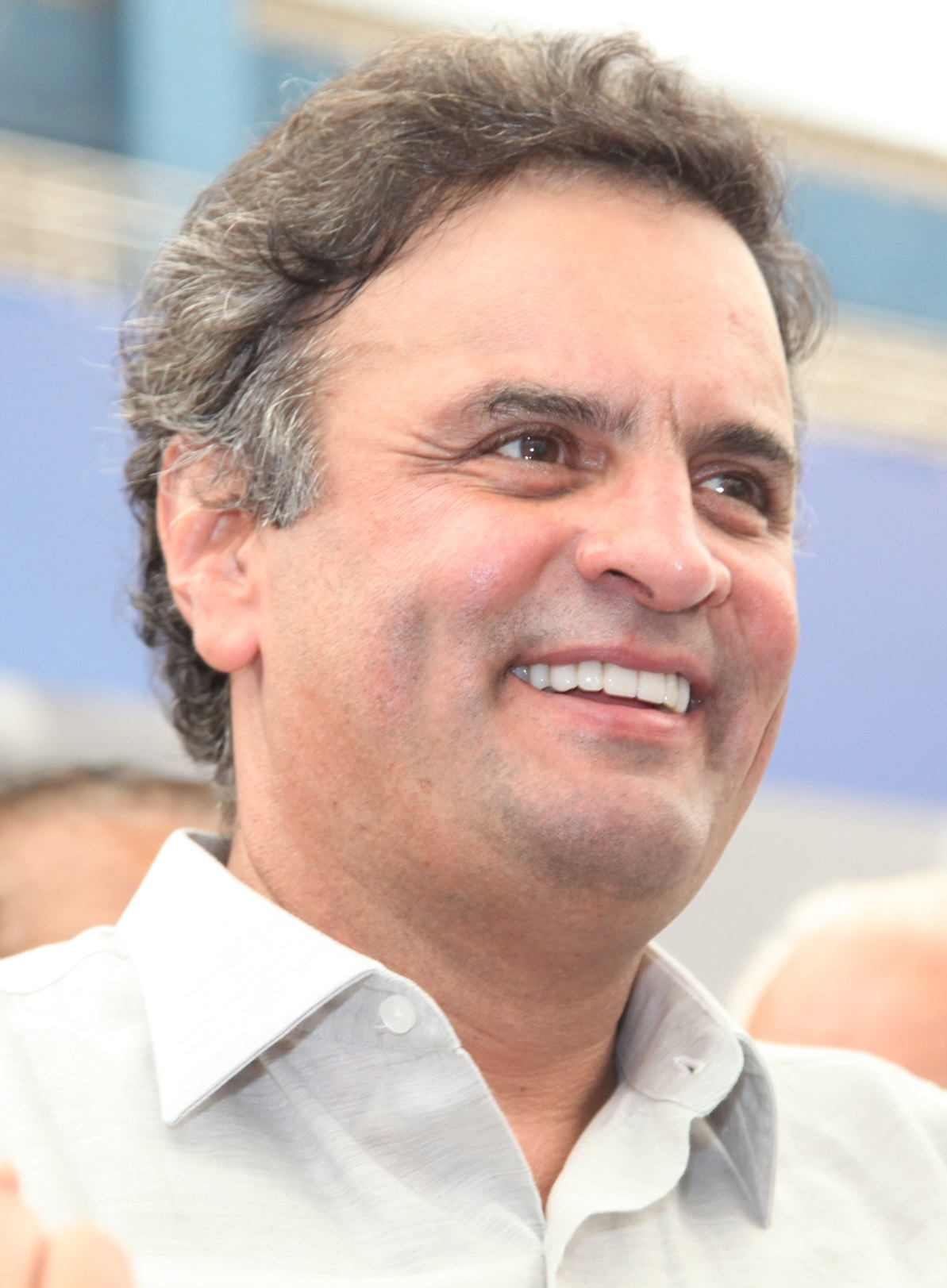
Aécio Neves (PSDB) – Deputado federal por Minas Gerais (2019–atualidade). Nas suas redes sociais, Aécio Neves decidiu desistir de sua pré candidatura a Senador para apoiar a candidatura de Bruno Miranda (PDT) e também para fortalecer a candidatura de Marcus Pestana (PSDB) para o governo de Minas Gerais. Ele decidiu se candidatar à reeleição para Deputado federal.
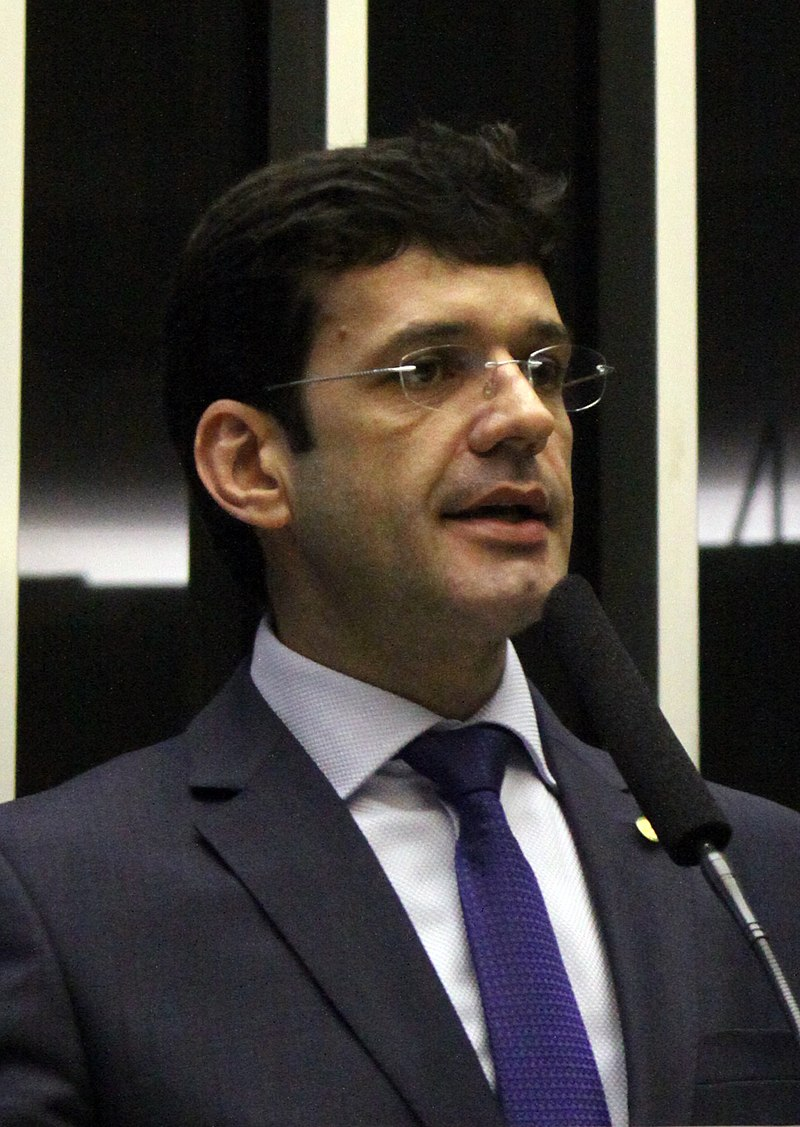
Marcelo Álvaro Antônio (PL) – Ministro do Turismo (2019 – 2020) e Deputado federal por Minas Gerais (2015–atualidade). Depois de algumas conversas, a chapa de Carlos Viana (PL) decidiu apoiar a candidatura de Cleitinho Azevedo (PSC) ao Senado Federal, impedindo então a candidatura de Marcelo Álvaro Antônio (PL).

## Assembleia Legislativa
O resultado das últimas eleições estaduais e a situação atual da bancada da Assembleia Legislativa de Minas Gerais está abaixo:
| Filiação Partidária | Filiação Partidária | Membros      | Membros    | +/–     |
| Filiação Partidária | Filiação Partidária | Eleitos      | Atualmente | +/–     |
| ------------------- | ------------------- | ------------ | ---------- | ------- |
|                     | PSD                 | 4            | 10         | 6       |
|                     | PT                  | 10           | 10         | Estável |
|                     | PL                  | 2            | 9          | 7       |
|                     | PV                  | 5            | 7          | 2       |
|                     | Cidadania           | 1            | 4          | 3       |
|                     | PSDB                | 7            | 4          | 3       |
|                     | MDB                 | 7            | 4          | 3       |
|                     | UNIÃO               | Recém criado | 3          | 3       |
|                     | Avante              | 2            | 3          | 1       |
|                     | PDT                 | 2            | 3          | 1       |
|                     | PATRI               | 2            | 3          | 1       |
|                     | Republicanos        | 3            | 3          | Estável |
|                     | PSB                 | 1            | 2          | 1       |
|                     | PODE                | 2            | 2          | Estável |
|                     | NOVO                | 3            | 2          | 1       |
|                     | PSC                 | 3            | 2          | 1       |
|                     | PP                  | 1            | 1          | Estável |
|                     | REDE                | 1            | 1          | Estável |
|                     | PCdoB               | 1            | 1          | Estável |
|                     | PROS                | 1            | 1          | Estável |
|                     | SD                  | 2            | 1          | 1       |
|                     | PTB                 | 3            | 1          | 2       |
|                     | PSOL                | 1            | 0          | 1       |
|                     | DC                  | 1            | 0          | 1       |
|                     | PRP                 | 1            | PATRI      | 1       |
|                     | PRTB                | 1            | 0          | 1       |
|                     | DEM                 | 1            | UNIÃO      | 1       |
|                     | PHS                 | 3            | PODE       | 3       |
|                     | PSL                 | 6            | UNIÃO      | 6       |
| Total               | Total               | 77           | 77         | –       |

## Debates
Os debates televisionados estão previstos para ocorrer entre os dias 7 de agosto e 27 de setembro de 2022 no primeiro turno. As emissoras optaram por convidar apenas os candidatos bem colocados nas pesquisas de intenção de voto.
| Data            | Organizadores                                                | Mediador         | Zema (Novo) | Kail (PSD) | Viana (PL) | Lorene (PSOL) | Pestana (PSDB) |
| --------------- | ------------------------------------------------------------ | ---------------- | ----------- | ---------- | ---------- | ------------- | -------------- |
| 07/08, 21h      | TV Bandeirantes Minas e TV Bandeirantes Triângulo            | Adriana Araújo   | Ausente     | Presente   | Presente   | Presente      | Presente       |
| 17/09, 18h30    | TV Alterosa e Estado de Minas                                | Carolina Saraiva | Ausente     | Presente   | Presente   | Presente      | Presente       |
| 27/09, 22h30ref | TV Globo Minas, InterTV dos Vales, InterTV Grande Minas e G1 | Liliana Junger   | Convidado   | Convidado  | Convidado  | Convidado     | Convidado      |

## Pesquisas de opinião

### Primeiro turno
O primeiro turno está marcado para acontecer em 2 de outubro de 2022. 
| Institutos de opinião       | Datas de realização                                                                                                  | Entrevistados | Zema NOVO | Kalil PSD | Viana PL | Pestana PSDB | Renata PCB | Vanessa PSTU | Lorene PSOL | Outros | Abstenções/ Indecisos                                                                                                | Vantagem |
| Institutos de opinião       | Datas de realização                                                                                                  | Entrevistados | | | | | | | | Outros | Abstenções/ Indecisos                                                                                                | Vantagem |
| Datafolha                   | 27–29 de setembro de 2022                                                                                            | 1.500 | 50% | 30% | 4% | 1% | 1% | 1% | 0% | 1% | 13% | 20% |
| Atlasintel                  | 23–27 de setembro de 2022                                                                                            | 2.200 | 49,6% | 34,8% | 4,4% | 0,5% | 0,1% | 0,1% | 0,7% | 0,7% | 9,2% | 14,8% |
| Globo/Ipec                  | 24–26 de setembro de 2022                                                                                            | 2.000 | 45% | 34% | 3% | 1% | 1% | 1% | 1% | [ c ] | 14% | 11% |
| Genial/Quaest               | 22–25 de setembro de 2022                                                                                            | 2.000 | 47% | 30% | 4% | 1% | 1% | 1% | 0% | 1% | 18% | 17% |
| Datafolha                   | 20–22 de setembro de 2022                                                                                            | 1.512 | 48% | 28% | 4% | 1% | 1% | 1% | 0% | 1% | 17% | 20% |
| Globo/Ipec                  | 17–19 de setembro de 2022                                                                                            | 2.000 | 46% | 29% | 4% | 1% | 1% | 1% | 1% | [ f ] | 14% | 17% |
| Real Time Big Data          | 14–15 de setembro de 2022                                                                                            | 1.200 | 45% | 36% | 9% | 2% | 0% | 0% | 1% | [ g ] | 7% | 9% |
| Datafolha                   | 13–15 de setembro de 2022                                                                                            | 1.212 | 53% | 25% | 5% | 1% | 1% | 1% | 0% | 1% | 14% | 28% |
| Datatempo                   | 5–9 de setembro de 2022                                                                                              | 1.500 | 52,5% | 21,9% | 3,3% | 0,9% | 0,3% | 0,4% | 0,3% | 1% | 10,8% | 30,6% |
| Genial/Quaest               | 3–6 de setembro de 2022                                                                                              | 2.000 | 48% | 27% | 2% | 1% | 1% | 1% | 0% | 1% | 18% | 21% |
| Globo/Ipec                  | 3–5 de setembro de 2022                                                                                              | 1.504 | 47% | 31% | 2% | 1% | 1% | 1% | 1% | [ k ] | 16% | 14% |
| Datafolha                   | 30 de agosto–1 de setembro de 2022                                                                                   | 1.212 | 52% | 22% | 4% | 1% | 1% | 2% | 1% | 1% | 15% | 30% |
| Globo/Ipec                  | 27–29 de agosto de 2022                                                                                              | 1.504 | 44% | 24% | 3% | 1% | 1% | 1% | 1% | 1% | 24% | 20% |
| AtlasIntel                  | 20–24 de agosto de 2022                                                                                              | 1.600 | 43,2% | 33,1% | 6,4% | 0,1% | 0,3% | 0,1% | 0,3% | 2,5% | 14,2% | 10,1% |
| Real Time Big Data          | 16–19 de agosto de 2022                                                                                              | 1.500 | 46% | 34% | 9% | 1% | 1% | 0% | 1% | [ o ] | 4% | 12% |
| Modalmais/Futura            | 16–19 de agosto de 2022                                                                                              | 1.200 | 56,1% | 18,4% | 3,4% | 0% | 0% | 1% | 0% | [ p ] | 18,9% | 37,7% |
| Datafolha                   | 16–18 de agosto de 2022                                                                                              | 1.216 | 47% | 23% | 5% | 2% | 2% | 2% | 1% | 2% | 18% | 24% |
| Datatempo                   | 11–16 de agosto de 2022                                                                                              | 2.000 | 46,2% | 21,6% | 3,4% | 1,2% | 0,6% | 1,2% | 0,4% | 0,4% | 24,6% | 24,6% |
| Globo/Ipec                  | 12–14 de agosto de 2022                                                                                              | 1.200 | 40% | 22% | 5% | 2% | 1% | 1% | 1% | 2% | 26% | 18% |
| Genial Quaest               | 6–9 de agosto de 2022                                                                                                | 2.000 | 46% | 24% | 6% | 1% | – | 2% | 1% | – | 21% | 22% |
| F5/EM                       | 25–28 de julho de 2022                                                                                               | 1.625 | 44,5% | 26,8% | 1,8% | 0,9% | 0,7% | 2,1% | 0,4% | 0,2% | 22,6% | 17,7% |
| Real Time Big Data          | 19–20 de julho de 2022                                                                                               | 1.500 | 44% | 33% | 8% | 2% | 0% | 1% | 1% | – | 11% | 11% |
| Real Time Big Data          | 19–20 de julho de 2022                                                                                               | 1.500 | 48% | 39% | – | – | – | – | – | – | 13% | 9% |
| DataTempo                   | 15–20 de julho de 2022                                                                                               | 2.000 | 48,3% | 23,2% | 3,7% | 1,2% | 1,8% | – | 0,8% | – | 21% | 25,1% |
| DataTempo                   | 15–20 de julho de 2022                                                                                               | 2.000 | 27,5% | 37,2% | 16% | – | – | – | – | [ u ] [ 47 ] | 19,3% | 9,7% |
| 15 de julho de 2022         | Miguel Corrêa desiste da disputa pelo governo de Minas Gerais.                                                       | Miguel Corrêa desiste da disputa pelo governo de Minas Gerais.                                                       | Miguel Corrêa desiste da disputa pelo governo de Minas Gerais.                                                       | Miguel Corrêa desiste da disputa pelo governo de Minas Gerais.                                                       | Miguel Corrêa desiste da disputa pelo governo de Minas Gerais.                                                       | Miguel Corrêa desiste da disputa pelo governo de Minas Gerais.                                                       | Miguel Corrêa desiste da disputa pelo governo de Minas Gerais.                                                       | Miguel Corrêa desiste da disputa pelo governo de Minas Gerais.                                                       | Miguel Corrêa desiste da disputa pelo governo de Minas Gerais.                                                       | Miguel Corrêa desiste da disputa pelo governo de Minas Gerais.                                                       | Miguel Corrêa desiste da disputa pelo governo de Minas Gerais.                                                       | Miguel Corrêa desiste da disputa pelo governo de Minas Gerais.                                                       |
| Institutos de opinião       | Datas de realização                                                                                                  | Entrevistados | Zema NOVO | Kalil PSD | Viana PL | Pestana PSDB | Côrrea PDT | Vanessa PSTU | Lorene PSOL | Outros | Abstenções/ Indecisos                                                                                                | Vantagem |
| Institutos de opinião       | Datas de realização                                                                                                  | Entrevistados | | | | | | | | Outros | Abstenções/ Indecisos                                                                                                | Vantagem |
| Paraná Pesquisas            | 9–14 de julho de 2022                                                                                                | 1.640 | 45,7% | 27,4% | 6,4% | 0,7% | 0,9% | 1,8% | 0,1% | 1,1% | 16% | 18,3% |
| Instituto Equilíbrio Brasil | 5–7 de julho de 2022                                                                                                 | 1.460 | 51,8% | 24,1% | 3,8% | 3,3% | 1,2% | – | – | – | 15,8% | 27,7% |
| EXAME/IDEIA                 | 1–6 de julho de 2022                                                                                                 | 1.000 | 46% | 25% | 5% | 6% | 1% | 1% | 2% | 2% | 13% | 21% |
| Genial/Quaest               | 2–5 de julho de 2022                                                                                                 | 1.480 | 44% | 26% | 2% | 1% | 1% | 1% | 1% | – | 24% | 18% |
| Genial/Quaest               | 2–5 de julho de 2022                                                                                                 | 1.480 | 46% | 29% | 5% | – | – | – | – | – | 20% | 17% |
| Genial/Quaest               | 2–5 de julho de 2022                                                                                                 | 1.480 | 26% | 42% | 15% | – | – | – | – | [ x ] | 17% | 16% |
| Datafolha                   | 29 de junho–1 de julho de 2022                                                                                       | 1.204 | 48% | 21% | 4% | 1% | 2% | 3% | 1% | 3% | 18% | 27% |
| 28 de junho de 2022         | O Partido Socialista Brasileiro (PSB) decide retirar a pré-candidatura de Saraiva Felipe para apoiar Kalil em Minas. | O Partido Socialista Brasileiro (PSB) decide retirar a pré-candidatura de Saraiva Felipe para apoiar Kalil em Minas. | O Partido Socialista Brasileiro (PSB) decide retirar a pré-candidatura de Saraiva Felipe para apoiar Kalil em Minas. | O Partido Socialista Brasileiro (PSB) decide retirar a pré-candidatura de Saraiva Felipe para apoiar Kalil em Minas. | O Partido Socialista Brasileiro (PSB) decide retirar a pré-candidatura de Saraiva Felipe para apoiar Kalil em Minas. | O Partido Socialista Brasileiro (PSB) decide retirar a pré-candidatura de Saraiva Felipe para apoiar Kalil em Minas. | O Partido Socialista Brasileiro (PSB) decide retirar a pré-candidatura de Saraiva Felipe para apoiar Kalil em Minas. | O Partido Socialista Brasileiro (PSB) decide retirar a pré-candidatura de Saraiva Felipe para apoiar Kalil em Minas. | O Partido Socialista Brasileiro (PSB) decide retirar a pré-candidatura de Saraiva Felipe para apoiar Kalil em Minas. | O Partido Socialista Brasileiro (PSB) decide retirar a pré-candidatura de Saraiva Felipe para apoiar Kalil em Minas. | O Partido Socialista Brasileiro (PSB) decide retirar a pré-candidatura de Saraiva Felipe para apoiar Kalil em Minas. | O Partido Socialista Brasileiro (PSB) decide retirar a pré-candidatura de Saraiva Felipe para apoiar Kalil em Minas. |
| Institutos de opinião       | Datas de realização                                                                                                  | Entrevistados | Zema NOVO | Kalil PSD | Viana PL | Pestana PSDB | Côrrea PDT | Saraiva PSB | Lorene PSOL | Outros | Abstenções/ Indecisos                                                                                                | Vantagem |
| Institutos de opinião       | Datas de realização                                                                                                  | Entrevistados | | | | | | | | Outros | Abstenções/ Indecisos                                                                                                | Vantagem |
| Instituto F5 Atualiza Dados | 13–16 de junho de 2022                                                                                               | 1.560 | 45,7% | 28,4% | 4,1% | 1,5% | 1,8% | 0,2% | 0,3% | 2,4% | 15,6% | 17,3% |
| DataTempo                   | 27 de maio–1 de junho de 2022                                                                                        | 2.000 | 45,7% | 22,1% | 4% | 1,6% | 1,4% | – | 1% | 2,1% | 22% | 23,6% |
| DataTempo                   | 27 de maio–1 de junho de 2022                                                                                        | 2.000 | 47,4% | 24,2% | – | 1,5% | 1,8% | – | 1,2% | 2,9% | 21% | 23,2% |
| DataTempo                   | 27 de maio–1 de junho de 2022                                                                                        | 2.000 | 24,4% | 40,4% | 15,5% | – | – | – | – | [ ab ] | 19,7% | 16% |
| Real Time Big Data          | 27–28 de maio de 2022                                                                                                | 1.500 | 43% | 29% | 7% | 3% | 1% | 1% | 1% | [ ac ] | 15% | 14% |
| Paraná Pesquisas            | 8–13 de maio de 2022                                                                                                 | 1.680 | 46,8% | 26,8% | 5,4% | – | – | – | – | 2,8% | 18,2% | 20% |
| Paraná Pesquisas            | 8–13 de maio de 2022                                                                                                 | 1.680 | 47,7% | 27,3% | 5,4% | – | – | – | – | 1,1% | 18,5% | 20,4% |
| Paraná Pesquisas            | 8–13 de maio de 2022                                                                                                 | 1.680 | 48,5% | 27,5% | 5,5% | – | – | – | – | – | 18,6% | 21% |
| 10 de maio de 2022          | O Partido da Social Democracia Brasileira (PSDB) de Minas rompe com Zema e lança Marcus Pestana ao governo.          | O Partido da Social Democracia Brasileira (PSDB) de Minas rompe com Zema e lança Marcus Pestana ao governo.          | O Partido da Social Democracia Brasileira (PSDB) de Minas rompe com Zema e lança Marcus Pestana ao governo.          | O Partido da Social Democracia Brasileira (PSDB) de Minas rompe com Zema e lança Marcus Pestana ao governo.          | O Partido da Social Democracia Brasileira (PSDB) de Minas rompe com Zema e lança Marcus Pestana ao governo.          | O Partido da Social Democracia Brasileira (PSDB) de Minas rompe com Zema e lança Marcus Pestana ao governo.          | O Partido da Social Democracia Brasileira (PSDB) de Minas rompe com Zema e lança Marcus Pestana ao governo.          | O Partido da Social Democracia Brasileira (PSDB) de Minas rompe com Zema e lança Marcus Pestana ao governo.          | O Partido da Social Democracia Brasileira (PSDB) de Minas rompe com Zema e lança Marcus Pestana ao governo.          | O Partido da Social Democracia Brasileira (PSDB) de Minas rompe com Zema e lança Marcus Pestana ao governo.          | O Partido da Social Democracia Brasileira (PSDB) de Minas rompe com Zema e lança Marcus Pestana ao governo.          | O Partido da Social Democracia Brasileira (PSDB) de Minas rompe com Zema e lança Marcus Pestana ao governo.          |
| Institutos de opinião       | Datas de realização                                                                                                  | Entrevistados | Zema NOVO | Kalil PSD | Viana PL | Janones AVANTE | Salabert PDT | Lopes PT | Lacerda Sem partido                                                                                                  | Outros | Abstenções/ Indecisos                                                                                                | Vantagem |
| Institutos de opinião       | Datas de realização                                                                                                  | Entrevistados | | | | | | | | Outros | Abstenções/ Indecisos                                                                                                | Vantagem |
| Genial/Quaest               | 7–10 de maio de 2022                                                                                                 | 1.480 | 41% | 30% | 9% | – | – | – | – | – | 21% | 11% |
| Genial/Quaest               | 7–10 de maio de 2022                                                                                                 | 1.480 | 22% | 43% | 16% | – | – | – | – | [ af ] | 19% | 21% |
| DataTempo                   | 30 de abril–5 de maio de 2022                                                                                        | 2.000 | 43,5% | 22,8% | 4,2% | – | – | – | – | – | 13,1% | 20,7% |
| Itatiata / Instituto Ver    | 14–17 de abril de 2022                                                                                               | 1.500 | 44% | 22% | 5% | – | – | – | – | – | 29% | 22% |
| Itatiata / Instituto Ver    | 14–17 de abril de 2022                                                                                               | 1.500 | 32% | 33% | 13% | – | – | – | – | [ ag ] | 22% | 1% |
| Quaest/Genial               | 11–16 de março de 2022                                                                                               | 1.480 | 34% | 21% | 5% | 7% | – | – | – | 10% | 23% | 13% |
| Quaest/Genial               | 11–16 de março de 2022                                                                                               | 1.480 | 40% | 26% | 6% | – | – | – | – | 4% | 24% | 14% |
| Quaest/Genial               | 11–16 de março de 2022                                                                                               | 1.480 | 42% | 28% | – | – | – | – | – | 6% | 24% | 14% |
| Quaest/Genial               | 11–16 de março de 2022                                                                                               | 1.480 | 49% | 33% | – | – | – | – | – | [ ak ] | 18% | 16% |
| Quaest/Genial               | 11–16 de março de 2022                                                                                               | 1.480 | 35% | 49% | – | – | – | – | – | [ al ] | 16% | 14% |
| Real Time Big Data          | 12–15 de março de 2022                                                                                               | 1.500 | 40% | 23% | 4% | – | – | – | – | 5% | 28% | 17% |
| F5/EM                       | 14–17 de fevereiro de 2022                                                                                           | 1.560 | 46,8% | 17,4% | 3,7% | 7,3% | – | – | – | – | 24,8% | 29,4% |
| Paraná Pesquisas            | 3–5 de novembro de 2021                                                                                              | 1.540 | 46,5% | 22,5% | 2,2% | 5,7% | 2,8% | 2,1% | 1,7% | 1,4% | 15% | 24% |
| DataTempo/CP2               | 29 de outubro–3 de novembro de 2021                                                                                  | 1.402 | 45,1% | 22,5% | – | – | – | 2,9% | – | 9,8% | 19,7% | 22,6% |
| DataTempo/CP2               | 24–27 de setembro de 2021                                                                                            | 1.392 | 40,4% | 19,1% | – | – | – | 4,2% | | 13,4% | 22,9% | 21,3% |
| Real Time Big Data          | 21–22 de setembro de 2021                                                                                            | 1.000 | 38% | 23% | 2% | 7% | – | 2% | – | 3% | 25% | 15% |
| DataTempo/CP2               | 17–20 de julho de 2021                                                                                               | 1.300 | 46,2% | 18,8% | – | – | – | 3,5% | – | 11,5% | 19,8% | 27,4% |
| DataTempo/CP2               | 17–20 de julho de 2021                                                                                               | 1.300 | 50,2% | 23,9% | – | – | – | 4,8% | – | 3,7% | 17,3% | 26,3% |

### Segundo turno
O segundo turno (caso este seja necessário) está marcado para acontecer em 30 de outubro de 2022. 
Zema x Kalil
| Institutos de opinião    | Datas de realização                 | Entrevistados | Zema NOVO | Kalil PSD | Abstenções/ Indecisos | Vantagem |           |                           |       |     |     |    |     |
| ------------------------ | ----------------------------------- | ------------- | --------- | --------- | --------------------- | -------- | --------- | ------------------------- | ----- | --- | --- | -- | --- |
| Institutos de opinião    | Datas de realização                 | Entrevistados | Zema NOVO | Kalil PSD | Abstenções/ Indecisos | Vantagem | Datafolha | 27–29 de setembro de 2022 | 1.500 | 55% | 37% | 8% | 18% |
| Atlasintel               | 23–27 de setembro de 2022           | 2.200         | 53,1%     | 37,2%     | 9,8%                  | 15,9%    |           |                           |       |     |     |    |     |
| Real Time Big Data       | 14–15 de setembro de 2022           | 1.200         | 49%       | 42%       | 9%                    | 7%       |           |                           |       |     |     |    |     |
| Datafolha                | 13–15 de setembro de 2022           | 1.212         | 60%       | 33%       | 7%                    | 27%      |           |                           |       |     |     |    |     |
| Genial/Quaest            | 3–6 de setembro de 2022             | 2.000         | 59%       | 28%       | 12%                   | 31%      |           |                           |       |     |     |    |     |
| Globo/Ipec               | 3–5 de setembro de 2022             | 1.504         | 52%       | 34%       | 15%                   | 18%      |           |                           |       |     |     |    |     |
| Datafolha                | 30 de agosto–1 de setembro de 2022  | 1.212         | 59%       | 31%       | 10%                   | 28%      |           |                           |       |     |     |    |     |
| Globo/Ipec               | 27–29 de agosto de 2022             | 1.504         | 52%       | 30%       | 19%                   | 22%      |           |                           |       |     |     |    |     |
| AtlasIntel               | 20–24 de agosto de 2022             | 1.600         | 49,6%     | 33,4%     | 17%                   | 16,2%    |           |                           |       |     |     |    |     |
| Real Time Big Data       | 16–19 de agosto de 2022             | 1.500         | 49%       | 39%       | 22%                   | 10%      |           |                           |       |     |     |    |     |
| Datafolha                | 16–18 de agosto de 2022             | 1.216         | 56%       | 33%       | 10%                   | 23%      |           |                           |       |     |     |    |     |
| Genial Quaest            | 6–9 de agosto de 2022               | 2.000         | 55%       | 29%       | 16%                   | 26%      |           |                           |       |     |     |    |     |
| EXAME/IDEIA              | 1–6 de julho de 2022                | 1.000         | 55%       | 31%       | 14%                   | 24%      |           |                           |       |     |     |    |     |
| Genial/Quaest            | 2–5 de julho de 2022                | 1.480         | 50%       | 34%       | 16%                   | 16%      |           |                           |       |     |     |    |     |
| DataTempo                | 27 de maio–1 de junho de 2022       | 2.000         | 52,2%     | 31,5%     | 16,3%                 | 20,7%    |           |                           |       |     |     |    |     |
| Real Time Big Data       | 27–28 de maio de 2022               | 1.500         | 48%       | 35%       | 17%                   | 13%      |           |                           |       |     |     |    |     |
| Genial/Quaest            | 7–10 de maio de 2022                | 1.480         | 48%       | 35%       | 17%                   | 13%      |           |                           |       |     |     |    |     |
| DataTempo                | 30 de abril–5 de maio de 2022       | 2.000         | 49,8%     | 32,7%     | 17,6%                 | 17,1%    |           |                           |       |     |     |    |     |
| Itatiata / Instituto Ver | 14–17 de abril de 2022              | 1.500         | 48%       | 29%       | 23%                   | 19%      |           |                           |       |     |     |    |     |
| Quaest/Genial            | 11–16 de março de 2022              | 1.480         | 49%       | 33%       | 19%                   | 16%      |           |                           |       |     |     |    |     |
| Real Time Big Data       | 12–15 de março de 2022              | 1.500         | 47%       | 27%       | 26%                   | 20%      |           |                           |       |     |     |    |     |
| DataTempo/CP2            | 29 de outubro–3 de novembro de 2021 | 1.402         | 56,2%     | 28,1%     | 15,8%                 | 28,1%    |           |                           |       |     |     |    |     |
| DataTempo/CP2            | 24–27 de setembro de 2021           | 1.392         | 50,8%     | 35,6%     | 13,6%                 | 15,2%    |           |                           |       |     |     |    |     |

Zema x Viana
| Institutos de opinião    | Datas de realização           | Entrevistados | Zema NOVO | Viana PL | Abstenções/ Indecisos | Vantagem |            |                           |       |       |       |       |       |
| ------------------------ | ----------------------------- | ------------- | --------- | -------- | --------------------- | -------- | ---------- | ------------------------- | ----- | ----- | ----- | ----- | ----- |
| Institutos de opinião    | Datas de realização           | Entrevistados | Zema NOVO | Viana PL | Abstenções/ Indecisos | Vantagem | Atlasintel | 23–27 de setembro de 2022 | 2.200 | 58,7% | 18,5% | 22,9% | 40,2% |
| Genial/Quaest            | 3–6 de setembro de 2022       | 2.000         | 67%       | 16%      | 17%                   | 51%      |            |                           |       |       |       |       |       |
| AtlasIntel               | 20–24 de agosto de 2022       | 1.600         | 51,1%     | 18,8%    | 30,1%                 | 32,3%    |            |                           |       |       |       |       |       |
| Real Time Big Data       | 16–19 de agosto de 2022       | 1.500         | 51%       | 12%      | 37%                   | 39%      |            |                           |       |       |       |       |       |
| Genial Quaest            | 6–9 de agosto de 2022         | 2.000         | 62%       | 18%      | 21%                   | 44%      |            |                           |       |       |       |       |       |
| EXAME/IDEIA              | 1–6 de julho de 2022          | 1.000         | 60%       | 25%      | 14%                   | 35%      |            |                           |       |       |       |       |       |
| Genial/Quaest            | 2–5 de julho de 2022          | 1.480         | 61%       | 15%      | 24%                   | 46%      |            |                           |       |       |       |       |       |
| DataTempo                | 27 de maio–1 de junho de 2022 | 2.000         | 60,3%     | 16,2%    | 23,6%                 | 44,1%    |            |                           |       |       |       |       |       |
| Genial/Quaest            | 7–10 de maio de 2022          | 1.480         | 59%       | 18%      | 23%                   | 41%      |            |                           |       |       |       |       |       |
| DataTempo                | 30 de abril–5 de maio de 2022 | 2.000         | 57,7%     | 17,8%    | 24,5%                 | 39,9%    |            |                           |       |       |       |       |       |
| Itatiata / Instituto Ver | 14–17 de abril de 2022        | 1.500         | 55%       | 13%      | 32%                   | 42%      |            |                           |       |       |       |       |       |
| Quaest/Genial            | 11–16 de março de 2022        | 1.480         | 57%       | 18%      | 26%                   | 39%      |            |                           |       |       |       |       |       |

Kalil x Viana
| Institutos de opinião | Datas de realização           | Entrevistados | Kalil PSD  | Viana PL                  | Abstenções/ Indecisos | Vantagem |       |     |       |     |       |
| --------------------- | ----------------------------- | ------------- | ---------- | ------------------------- | --------------------- | -------- | ----- | --- | ----- | --- | ----- |
| Institutos de opinião | Datas de realização           | Entrevistados | Atlasintel | 23–27 de setembro de 2022 | Abstenções/ Indecisos | Vantagem | 2.200 | 44% | 24,9% | 31% | 19,1% |
| AtlasIntel            | 20–24 de agosto de 2022       | 1.600         | 38,6%      | 22,3%                     | 39,4%                 | 16,3%    |       |     |       |     |       |
| Real Time Big Data    | 16–19 de agosto de 2022       | 1.500         | 40%        | 15%                       | 45%                   | 25%      |       |     |       |     |       |
| EXAME/IDEIA           | 1–6 de julho de 2022          | 1.000         | 40%        | 30%                       | 30%                   | 10%      |       |     |       |     |       |
| DataTempo             | 27 de maio–1 de junho de 2022 | 2.000         | 42,6%      | 19%                       | 38,4%                 | 23,6%    |       |     |       |     |       |
| DataTempo             | 30 de abril–5 de maio de 2022 | 2.000         | 44,2%      | 21,8%                     | 34,1%                 | 22,4%    |       |     |       |     |       |

### Demais hipóteses envolvendo Zema
| Institutos de opinião | Datas de realização    | Entrevistados | Zema NOVO | Medioli Sem partido | Abstenções/ Indecisos | Vantagem |
| Institutos de opinião | Datas de realização    | Entrevistados |           |                     | Abstenções/ Indecisos | Vantagem |
| Quaest/Genial         | 11–16 de março de 2022 | 1.480         | 59%       | 14%                 | 27%                   | 45%      |

| Institutos de opinião | Datas de realização                 | Entrevistados | Zema NOVO | Pacheco PSD | Abstenções/ Indecisos | Vantagem |
| Institutos de opinião | Datas de realização                 | Entrevistados |           |             | Abstenções/ Indecisos | Vantagem |
| DataTempo/CP2         | 29 de outubro–3 de novembro de 2021 | 1.402         | 58,9%     | 18,8%       | 22,4%                 | 40,1%    |

### Senador
| Institutos de opinião           | Datas de realização | Entrevistados | Cleitinho PSC | Sara PSOL | Silveira PSD | Aro PP | Miranda PDT | Irani PRTB | Altamiro PTB | Dirlene PSTU | Outros | Abstenções/ Indecisos | Vantagem |
| Institutos de opinião           | Datas de realização | Entrevistados | | | | | | | | | Outros | Abstenções/ Indecisos | Vantagem |
| Datafolha                       | 27–29 de setembro de 2022 | 1.500 | 26% | 2% | 17% | 12% | 3% | 0% | 2% | 0% | [ at ] | 36% | 9% |
| Globo/Ipec                      | 24–26 de setembro de 2022 | 2.000 | 23% | 3% | 21% | 12% | 3% | 1% | 3% | 1% | [ au ] | 33% | 2% |
| Genial/Quaest                   | 22–25 de setembro de 2022 | 2.000 | 24% | 4% | 15% | 11% | 3% | – | – | – | 4% | 39% | 9% |
| Datafolha                       | 20–22 de setembro de 2022 | 1.512 | 20% | 4% | 13% | 10% | 3% | 1% | 3% | 1% | – | 34% | 7% |
| Globo/Ipec                      | 17–19 de setembro de 2022 | 2.000 | 23% | 4% | 18% | 11% | 3% | 2% | 3% | 2% | 1% | 34% | 5% |
| Real Time Big Data              | 14–15 de setembro de 2022 | 1.200 | 18% | 2% | 18% | 12% | 3% | 1% | 2% | 1% | [ ax ] | 43% | Empate |
| Datafolha                       | 13–15 de setembro de 2022 | 1.212 | 17% | 5% | 13% | 9% | 2% | 2% | 5% | 0% | 1% | 45% | 4% |
| Datatempo                       | 5–9 de setembro de 2022 | 1.500 | 19,3% | 3,2% | 8,6% | 7,1% | 2,2% | 1% | 3,9% | 0% | [ az ] | 53,4% | 10,7% |
| Genial/Quaest                   | 3–6 de setembro de 2022 | 2.000 | 21% | 4% | 12% | 10% | 2% | 1% | 4% | 0% | [ ba ] | 45% | 9% |
| Globo/Ipec                      | 3–5 de setembro de 2022 | 1.504 | 18% | 4% | 13% | 10% | 4% | 2% | 4% | 1% | 1% | 44% | 5% |
| Datafolha                       | 30 de agosto–1 de setembro de 2022 | 1.212 | 14% | 6% | 9% | 7% | 6% | 3% | 5% | 1% | [ bc ] | 48% | 5% |
| Globo/Ipec                      | 27–29 de agosto de 2022 | 1.504 | 15% | 4% | 10% | 5% | 4% | 2% | 4% | 1% | [ bd ] | 54% | 5% |
| AtlasIntel                      | 20–24 de agosto de 2022 | 1.600 | 25,1% | 2,8% | 7,4% | 5,1% | 2,5% | 0,1% | 2% | 1,7% | [ be ] | 53,2% | 17,7% |
| Real Time Big Data              | 16–19 de agosto de 2022 | 1.500 | 14% | 3% | 14% | 4% | 3% | 2% | 2% | 1% | [ bf ] | 57% | Empate |
| Datafolha                       | 16–18 de agosto de 2022 | 1.216 | 12% | 5% | 5% | 3% | 5% | 3% | 5% | 1% | 6% | 55% | 7% |
| Genial Quaest                   | 6–9 de agosto de 2022 | 2.000 | 19% | 6% | 8% | 4% | 5% | – | – | – | – | 56% | 11% |
| 30 de julho–4 de agosto de 2022 | Aécio Neves desiste de sua pré-candidatura ao Senado Federal. A chapa de Carlos Viana optou por apoiar a candidatura de Cleitinho Azevedo ao Senado Federal. Paulo Piau teve a pré-candidatura ao Senado retirada no dia da convenção do partido. | Aécio Neves desiste de sua pré-candidatura ao Senado Federal. A chapa de Carlos Viana optou por apoiar a candidatura de Cleitinho Azevedo ao Senado Federal. Paulo Piau teve a pré-candidatura ao Senado retirada no dia da convenção do partido. | Aécio Neves desiste de sua pré-candidatura ao Senado Federal. A chapa de Carlos Viana optou por apoiar a candidatura de Cleitinho Azevedo ao Senado Federal. Paulo Piau teve a pré-candidatura ao Senado retirada no dia da convenção do partido. | Aécio Neves desiste de sua pré-candidatura ao Senado Federal. A chapa de Carlos Viana optou por apoiar a candidatura de Cleitinho Azevedo ao Senado Federal. Paulo Piau teve a pré-candidatura ao Senado retirada no dia da convenção do partido. | Aécio Neves desiste de sua pré-candidatura ao Senado Federal. A chapa de Carlos Viana optou por apoiar a candidatura de Cleitinho Azevedo ao Senado Federal. Paulo Piau teve a pré-candidatura ao Senado retirada no dia da convenção do partido. | Aécio Neves desiste de sua pré-candidatura ao Senado Federal. A chapa de Carlos Viana optou por apoiar a candidatura de Cleitinho Azevedo ao Senado Federal. Paulo Piau teve a pré-candidatura ao Senado retirada no dia da convenção do partido. | Aécio Neves desiste de sua pré-candidatura ao Senado Federal. A chapa de Carlos Viana optou por apoiar a candidatura de Cleitinho Azevedo ao Senado Federal. Paulo Piau teve a pré-candidatura ao Senado retirada no dia da convenção do partido. | Aécio Neves desiste de sua pré-candidatura ao Senado Federal. A chapa de Carlos Viana optou por apoiar a candidatura de Cleitinho Azevedo ao Senado Federal. Paulo Piau teve a pré-candidatura ao Senado retirada no dia da convenção do partido. | Aécio Neves desiste de sua pré-candidatura ao Senado Federal. A chapa de Carlos Viana optou por apoiar a candidatura de Cleitinho Azevedo ao Senado Federal. Paulo Piau teve a pré-candidatura ao Senado retirada no dia da convenção do partido. | Aécio Neves desiste de sua pré-candidatura ao Senado Federal. A chapa de Carlos Viana optou por apoiar a candidatura de Cleitinho Azevedo ao Senado Federal. Paulo Piau teve a pré-candidatura ao Senado retirada no dia da convenção do partido. | Aécio Neves desiste de sua pré-candidatura ao Senado Federal. A chapa de Carlos Viana optou por apoiar a candidatura de Cleitinho Azevedo ao Senado Federal. Paulo Piau teve a pré-candidatura ao Senado retirada no dia da convenção do partido. | Aécio Neves desiste de sua pré-candidatura ao Senado Federal. A chapa de Carlos Viana optou por apoiar a candidatura de Cleitinho Azevedo ao Senado Federal. Paulo Piau teve a pré-candidatura ao Senado retirada no dia da convenção do partido. | Aécio Neves desiste de sua pré-candidatura ao Senado Federal. A chapa de Carlos Viana optou por apoiar a candidatura de Cleitinho Azevedo ao Senado Federal. Paulo Piau teve a pré-candidatura ao Senado retirada no dia da convenção do partido. |
| Institutos de opinião           | Datas de realização | Entrevistados | Cleitinho PSC | Sara PSOL | Silveira PSD | Marcelo PL | Aro PP | Aécio PSDB | Piau MDB | Salabert PDT | Outros | Abstenções/ Indecisos | Vantagem |
| Institutos de opinião           | Datas de realização | Entrevistados | | | | | | | | | Outros | Abstenções/ Indecisos | Vantagem |
| Real Time Big Data              | 19–20 de julho de 2022 | 1.500 | 10% | – | 11% | 3% | 1% | 16% | 2% | 7% | 0% | 50% | 5% |
| Real Time Big Data              | 19–20 de julho de 2022 | 1.500 | 12% | – | 13% | 4% | 2% | – | 4% | – | 0% | 55% | 1% |
| Real Time Big Data              | 19–20 de julho de 2022 | 1.500 | 9% | – | 21% | 14% | 10% | – | 3% | 9% | [ bj ] | 34% | 7% |
| DataTempo                       | 15–20 de julho de 2022 | 2.000 | 12,8% | 5,1% | 4,4% | 5% | 3,4% | 24,8% | – | – | – | 44,6% | 12% |
| Paraná Pesquisas                | 9–14 de julho de 2022 | 1.640 | 16,4% | 2,4% | 7,2% | 5,9% | 2,7% | 19% | – | 4,5% | 0,5% | 41,3% | 2,6% |
| Instituto Equilíbrio Brasil     | 5–7 de julho de 2022 | 1.460 | 19,2% | – | 6,3% | 2,4% | 0,6% | 8,3% | – | 7,2% | 10,9% | 45,1% | 8,3% |
| EXAME/IDEIA                     | 1–6 de julho de 2022 | 1.000 | 2% | 0,2% | 8% | 1% | 3% | 14% | 2% | 4% | 9,1% | 58% | 4,9% |
| Genial/Quaest                   | 2–5 de julho de 2022 | 1.480 | 19% | 4% | 7% | 3% | 2% | – | 3% | – | – | 62% | 12% |
| Genial/Quaest                   | 2–5 de julho de 2022 | 1.480 | 19% | – | 10% | 3% | 4% | – | – | – | – | 63% | 9% |
| Genial/Quaest                   | 2–5 de julho de 2022 | 1.480 | 15% | – | 35% | 16% | 10% | – | – | – | [ bn ] | 24% | 19% |
| Instituto F5 Atualiza Dados     | 13–16 de junho de 2022 | 1.560 | 12,8% | 1,6% | 3,8% | 5,6% | 2,1% | 18,5% | 2,5% | 0,9% | 1,8% | 50,4% | 5,7% |
| DataTempo                       | 27 de maio–1 de junho de 2022 | 2.000 | 11,6% | 5,4% | 4,2% | 4,8% | 1,8% | 24,8% | – | – | 5,4% | 47,3% | 13,2% |
| Real Time Big Data              | 27–28 de maio de 2022 | 1.500 | 12% | – | 7% | 3% | 1% | 16% | – | 7% | 1% | 53% | 4% |
| Real Time Big Data              | 27–28 de maio de 2022 | 1.500 | 14% | – | 9% | 4% | 2% | – | – | 7% | 2% | 62% | 5% |
| 25 de maio de 2022              | Reginaldo Lopes desiste de sua pré-candidatura ao Senado Federal. | Reginaldo Lopes desiste de sua pré-candidatura ao Senado Federal. | Reginaldo Lopes desiste de sua pré-candidatura ao Senado Federal. | Reginaldo Lopes desiste de sua pré-candidatura ao Senado Federal. | Reginaldo Lopes desiste de sua pré-candidatura ao Senado Federal. | Reginaldo Lopes desiste de sua pré-candidatura ao Senado Federal. | Reginaldo Lopes desiste de sua pré-candidatura ao Senado Federal. | Reginaldo Lopes desiste de sua pré-candidatura ao Senado Federal. | Reginaldo Lopes desiste de sua pré-candidatura ao Senado Federal. | Reginaldo Lopes desiste de sua pré-candidatura ao Senado Federal. | Reginaldo Lopes desiste de sua pré-candidatura ao Senado Federal. | Reginaldo Lopes desiste de sua pré-candidatura ao Senado Federal. | Reginaldo Lopes desiste de sua pré-candidatura ao Senado Federal. |
| Institutos de opinião           | Datas de realização | Entrevistados | Cleitinho PSC | Lopes PT | Silveira PSD | Marcelo PL | Aro PP | Aécio PSDB | Piau MDB | Salabert PDT | Outros | Abstenções/ Indecisos | Vantagem |
| Institutos de opinião           | Datas de realização | Entrevistados | | | | | | | | | Outros | Abstenções/ Indecisos | Vantagem |
| Paraná Pesquisas                | 8–13 de maio de 2022 | 1.680 | – | 8,3% | 6,3% | 3,9% | 2,1% | 20,8% | – | 5,3% | – | 53,3% | 12,5% |
| Paraná Pesquisas                | 8–13 de maio de 2022 | 1.680 | – | 9,2% | 8,1% | 5,6% | 4,9% | – | – | – | – | 72,2% | 1,1% |
| Quaest/Genial                   | 7–10 de maio de 2022 | 1.480 | 17% | 9% | 8% | 5% | 2% | – | – | – | – | 59% | 8% |
| Quaest/Genial                   | 7–10 de maio de 2022 | 1.480 | – | – | 13% | 8% | 5% | – | – | – | – | 74% | 5% |
| Quaest/Genial                   | 7–10 de maio de 2022 | 1.480 | – | 12% | – | 10% | 7% | – | – | – | – | 71% | 2% |
| Quaest/Genial                   | 7–10 de maio de 2022 | 1.480 | – | 10% | 10% | 8% | 5% | – | – | – | – | 68% | Empate |
| 31 de março de 2022             | Cleitinho Azevedo troca Cidadania pelo Partido Social Cristão (PSC) e tenta emplacar candidatura ao Senado Federal. | Cleitinho Azevedo troca Cidadania pelo Partido Social Cristão (PSC) e tenta emplacar candidatura ao Senado Federal. | Cleitinho Azevedo troca Cidadania pelo Partido Social Cristão (PSC) e tenta emplacar candidatura ao Senado Federal. | Cleitinho Azevedo troca Cidadania pelo Partido Social Cristão (PSC) e tenta emplacar candidatura ao Senado Federal. | Cleitinho Azevedo troca Cidadania pelo Partido Social Cristão (PSC) e tenta emplacar candidatura ao Senado Federal. | Cleitinho Azevedo troca Cidadania pelo Partido Social Cristão (PSC) e tenta emplacar candidatura ao Senado Federal. | Cleitinho Azevedo troca Cidadania pelo Partido Social Cristão (PSC) e tenta emplacar candidatura ao Senado Federal. | Cleitinho Azevedo troca Cidadania pelo Partido Social Cristão (PSC) e tenta emplacar candidatura ao Senado Federal. | Cleitinho Azevedo troca Cidadania pelo Partido Social Cristão (PSC) e tenta emplacar candidatura ao Senado Federal. | Cleitinho Azevedo troca Cidadania pelo Partido Social Cristão (PSC) e tenta emplacar candidatura ao Senado Federal. | Cleitinho Azevedo troca Cidadania pelo Partido Social Cristão (PSC) e tenta emplacar candidatura ao Senado Federal. | Cleitinho Azevedo troca Cidadania pelo Partido Social Cristão (PSC) e tenta emplacar candidatura ao Senado Federal. | Cleitinho Azevedo troca Cidadania pelo Partido Social Cristão (PSC) e tenta emplacar candidatura ao Senado Federal. |
| Institutos de opinião           | Datas de realização | Entrevistados | Cleitinho CIDA | Lopes PT | Marcelo PL | Melles DEM | Silveira PSD | Julvan MDB | Salabert PDT | Aro PP | Outros | Abstenções/ Indecisos | Vantagem |
| Institutos de opinião           | Datas de realização | Entrevistados | | | | | | | | | | Abstenções/ Indecisos | Vantagem |
| Itatiata / Instituto Ver        | 14–17 de abril de 2022 | 1.500 | 14% | 10% | 4% | – | 5% | – | – | 3% | – | 64% | 4% |
| Quaest/Genial                   | 11–16 de março de 2022 | 1.480 | 13% | 10% | 4% | – | 8% | 1% | 6% | 2% | – | 56% | 3% |
| Quaest/Genial                   | 11–16 de março de 2022 | 1.480 | 18% | – | 7% | – | 10% | 3% | – | – | – | 62% | 8% |
| Quaest/Genial                   | 11–16 de março de 2022 | 1.480 | 18% | 12% | 8% | – | – | 4% | – | – | – | 58% | 6% |
| Real Time Big Data              | 12–15 de março de 2022 | 1.500 | – | 13% | 6% | – | 2% | 1% | 3% | – | – | 75% | 7% |
| F5/EM                           | 14–17 de fevereiro de 2022 | 1.560 | 10,3% | 8,3% | 3,2% | 2,9% | 2,7% | 2,4% | 1,9% | 1,3% | – | 67% | 2% |
| 3 de fevereiro de 2022          | Antônio Anastasia toma posse como ministro do Tribunal de Contas da União (TCU). | Antônio Anastasia toma posse como ministro do Tribunal de Contas da União (TCU). | Antônio Anastasia toma posse como ministro do Tribunal de Contas da União (TCU). | Antônio Anastasia toma posse como ministro do Tribunal de Contas da União (TCU). | Antônio Anastasia toma posse como ministro do Tribunal de Contas da União (TCU). | Antônio Anastasia toma posse como ministro do Tribunal de Contas da União (TCU). | Antônio Anastasia toma posse como ministro do Tribunal de Contas da União (TCU). | Antônio Anastasia toma posse como ministro do Tribunal de Contas da União (TCU). | Antônio Anastasia toma posse como ministro do Tribunal de Contas da União (TCU). | Antônio Anastasia toma posse como ministro do Tribunal de Contas da União (TCU). | Antônio Anastasia toma posse como ministro do Tribunal de Contas da União (TCU). | Antônio Anastasia toma posse como ministro do Tribunal de Contas da União (TCU). | Antônio Anastasia toma posse como ministro do Tribunal de Contas da União (TCU). |
| Institutos de opinião           | Datas de realização | Entrevistados | AntônioPSD | CleitinhoCIDA | Lopes PT | Marcelo PL | Melles DEM | Silveira PSD | Julvan MDB | Salabert PDT | Outros | Abstenções/ Indecisos | Vantagem |
| Institutos de opinião           | Datas de realização | Entrevistados | | | | | | | | | Outros | Abstenções/ Indecisos | Vantagem |
| DataTempo/CP2                   | 26 de novembro–1 de dezembro de 2021 | 1.404 | 28,9% | – | 7,3% | 1,6% | – | 2,1% | – | – | 9,7% | 50,3% | 19,2% |
| Real Time Big Data              | 21–22 de setembro de 2021 | 1.000 | 18% | – | – | 2% | – | – | – | – | 11% | 69% | 7% |

## Resultados

### Governador
A candidata Lourdes Francisco (PCO) não teve seus votos calculados devido a problemas em sua candidatura junto ao TSE.
| Candidato(a)             | Vice                             | 1º turno 2 de outubro de 2022 | 1º turno 2 de outubro de 2022 |
| Candidato(a)             | Vice                             | Total                         | Percentagem                   |
| ------------------------ | -------------------------------- | ----------------------------- | ----------------------------- |
| Romeu Zema (NOVO)        | Mateus Simões (NOVO)             | 6.094.136                     | 56,18%                        |
| Alexandre Kalil (PSD)    | André Quintão (PT)               | 3.805.182                     | 35,08%                        |
| Carlos Viana (PL)        | Coronel Wanderley (Republicanos) | 783.800                       | 7,23%                         |
| Marcus Pestana (PSDB)    | Paulo Brant (PSDB)               | 60.637                        | 0,56%                         |
| Lorene Figueiredo (PSOL) | Ana Azevedo (PSOL)               | 44.898                        | 0,41%                         |
| Cabo Tristão (PMB)       | Antônio Otávio (PMB)             | 15.774                        | 0,15%                         |
| Indira Xavier (UP)       | Edna da Izidora (UP)             | 15.604                        | 0,14%                         |
| Renata Regina (PCB)      | Tuani Guimarães (PCB)            | 12.514                        | 0,12%                         |
| Vanessa Portugal (PSTU)  | Jordano Metalúrgico (PSTU)       | 12.009                        | 0,11%                         |
| Lourdes Francisco (PCO)  | Sebastião Pessoa (PCO)           | 2.012                         | 0,02%                         |
| → Total de votos válidos | → Total de votos válidos         | 10.846.566                    | 85,79%                        |
| → Votos em branco        | → Votos em branco                | 707.694                       | 5,59%                         |
| → Votos nulos            | → Votos nulos                    | 1.089.431                     | 8,62%                         |
| Total                    | Total                            | 12.643.691                    | 77,65%                        |
| Abstenções               | Abstenções                       | 3.640.137                     | 22,35%                        |
| Eleitorado apto          | Eleitorado apto                  | 16.283.828                    | 16.283.828                    |

### Senador
| Candidato(a)                | Turno único 2 de outubro de 2022 | Turno único 2 de outubro de 2022 |
| Candidato(a)                | Total                            | Percentagem                      |
| --------------------------- | -------------------------------- | -------------------------------- |
| Cleitinho Azevedo (PSC)     | 4.268.193                        | 41,52%                           |
| Alexandre Silveira (PSD)    | 3.679.392                        | 35,79%                           |
| Marcelo Aro (PP)            | 2.025.573                        | 19,70%                           |
| Sara Azevedo (PSOL)         | 113.304                          | 1,10%                            |
| Bruno Miranda (PDT)         | 105.650                          | 1,03%                            |
| Pastor Altamiro Alves (PTB) | 47.018                           | 0,46%                            |
| Dirlene Marques (PSTU)      | 37.317                           | 0,36%                            |
| Naomi de Almeida (PCO)      | 3.229                            | 0,03%                            |
| → Total de votos válidos    | 10.279.676                       | 81,30%                           |
| → Votos em branco           | 1.044.998                        | 8,27%                            |
| → Votos nulos               | 1.319.017                        | 10,43%                           |
| → Votos anulados            | 0                                | 0,00%                            |
| Total                       | 12.655.228                       | 77,72%                           |
| Abstenções                  | 3.628.600                        | 22,28%                           |
| Eleitorado apto             | 16.283.828                       | 16.283.828                       |

### Deputados federais eleitos
São relacionados os 53 candidatos eleitos para o cargo de deputado federal pelo estado de Minas Gerais que deverão assumir o mandato na Câmara dos Deputados em 1º de fevereiro de 2023. O vereador e youtuber bolsonarista Nikolas Ferreira foi o candidato mais votado do país nas eleições de 2022 e da história de Minas Gerais com 1,4 milhões de votos.

Representação eleita
  PL: 11
  PT: 10
  Avante: 5
  PSD: 4
  Patriota: 3
  PP: 3
  UNIÃO: 3
  MDB: 2
  PDT: 2
  PODE: 2
  PSDB: 2
  Republicanos: 2
  PROS: 1
  PSC: 1
  PSOL: 1
  Solidariedade: 1

| Deputados federais eleitos | Partido       | Votação   | Percentual | Cidade onde nasceu        | Unidade federativa ou País |
| Nikolas Ferreira           | PL            | 1.492.047 | 13,32%     | Belo Horizonte            | Minas Gerais               |
| André Janones              | Avante        | 238.967   | 2,13%      | Ituiutaba                 | Minas Gerais               |
| Duda Salabert              | PDT           | 208.332   | 1,86%      | Belo Horizonte            | Minas Gerais               |
| Reginaldo Lopes            | PT            | 196.760   | 1,76%      | Bom Sucesso               | Minas Gerais               |
| Rogério Correia            | PT            | 185.918   | 1,66%      | Belo Horizonte            | Minas Gerais               |
| Diego Andrade              | PSD           | 170.181   | 1,52%      | Belo Horizonte            | Minas Gerais               |
| Fred Costa                 | Patriota      | 158.453   | 1,41%      | Belo Horizonte            | Minas Gerais               |
| Zé Vitor                   | PL            | 152.748   | 1,36%      | Araguari                  | Minas Gerais               |
| Misael Varella             | PSD           | 149.398   | 1,33%      | Muriaé                    | Minas Gerais               |
| Rafael Simões              | UNIÃO         | 144.924   | 1,29%      | Pouso Alegre              | Minas Gerais               |
| Pinheirinho                | PP            | 136.575   | 1,22%      | Belo Horizonte            | Minas Gerais               |
| Paulo Guedes               | PT            | 134.494   | 1,20%      | Itacarambi                | Minas Gerais               |
| Odair Cunha                | PT            | 129.146   | 1,15%      | Piedade                   | São Paulo                  |
| Weliton Prado              | PROS          | 126.214   | 1,13%      | Uberlândia                | São Paulo                  |
| Gilberto Abramo            | Republicanos  | 123.370   | 1,10%      | Porto Ferreira            | São Paulo                  |
| Hercílio Coelho Diniz      | MDB           | 122.819   | 1,10%      | Governador Valadares      | Minas Gerais               |
| Rodrigo de Castro          | UNIÃO         | 122.571   | 1,09%      | Viçosa                    | Minas Gerais               |
| Emidinho Madeira           | PL            | 119.101   | 1,06%      | Nova Resende              | Minas Gerais               |
| Greyce Elias               | Avante        | 110.346   | 0,98%      | Patrocínio                | Minas Gerais               |
| Luis Tibé                  | Avante        | 107.523   | 0,96%      | Patrocínio                | Minas Gerais               |
| Paulo Abi-Ackel            | PSDB          | 105.383   | 0,94%      | Belo Horizonte            | Minas Gerais               |
| Newton Cardoso Júnior      | MDB           | 103.056   | 0,92%      | Belo Horizonte            | Minas Gerais               |
| Euclydes Pettersen         | PSC           | 101.892   | 0,91%      | Governador Valadares      | Minas Gerais               |
| Célia Xakriabá             | PSOL          | 101.154   | 0,90%      | Itacarambi                | Minas Gerais               |
| Bruno Farias               | Avante        | 97.246    | 0,87%      | Belo Horizonte            | Minas Gerais               |
| Stefano Aguiar             | PSD           | 96.503    | 0,86%      | Belo Horizonte            | Minas Gerais               |
| Dimas Fabiano              | PP            | 96.395    | 0,86%      | Macaé                     | Rio de Janeiro             |
| Domingos Sávio             | PL            | 90.236    | 0,81%      | São Tiago                 | Minas Gerais               |
| Pedro Aihara               | Patriota      | 89.404    | 0,80%      | Sabará                    | Minas Gerais               |
| Patrus Ananias             | PT            | 87.893    | 0,78%      | Bocaiuva                  | Minas Gerais               |
| Zé Silva                   | Solidariedade | 86.042    | 0,77%      | Iturama                   | Minas Gerais               |
| Dandara                    | PT            | 86.034    | 0,77%      | Uberlândia                | Minas Gerais               |
| Padre João                 | PT            | 85.718    | 0,77%      | Urucânia                  | Minas Gerais               |
| Aécio Neves                | PSDB          | 85.341    | 0,76%      | Belo Horizonte            | Minas Gerais               |
| Dr. Frederico              | Patriota      | 84.771    | 0,76%      | Teresópolis               | Rio de Janeiro             |
| Miguel Ângelo              | PT            | 84.173    | 0,75%      | Belo Horizonte            | Minas Gerais               |
| Maurício Souza             | PL            | 83.396    | 0,74%      | Iturama                   | Minas Gerais               |
| Delegado Marcelo Freitas   | UNIÃO         | 82.894    | 0,74%      | Montes Claros             | Minas Gerais               |
| Leonardo Monteiro          | PT            | 81.008    | 0,72%      | Governador Valadares      | Minas Gerais               |
| Ana Paula Junqueira        | PP            | 77.990    | 0,70%      | Varginha                  | Minas Gerais               |
| Eros Biondini              | PL            | 77.900    | 0,70%      | Belo Horizonte            | Minas Gerais               |
| Igor Timo                  | PODE          | 74.465    | 0,66%      | Virgem da Lapa            | Minas Gerais               |
| Ana Pimentel               | PT            | 72.698    | 0,65%      | Congonhas                 | Minas Gerais               |
| Mário Heringer             | PDT           | 68.717    | 0,61%      | Manhumirim                | Minas Gerais               |
| Lafayette Andrada          | Republicanos  | 68.677    | 0,61%      | Belo Horizonte            | Minas Gerais               |
| Luiz Fernando              | PSD           | 68.550    | 0,61%      | Santos Dumont             | Minas Gerais               |
| Nely Aquino                | PODE          | 66.866    | 0,60%      | São Sebastião do Maranhão | Maranhão                   |
| Samuel Viana               | PL            | 62.704    | 0,56%      | Belo Horizonte            | Minas Gerais               |
| Cabo Junio Amaral          | PL            | 59.297    | 0,53%      | Belo Horizonte            | Minas Gerais               |
| Delegada Ione Barbosa      | Avante        | 52.630    | 0,47%      | Juiz de Fora              | Minas Gerais               |
| Lincoln Portela            | PL            | 42.328    | 0,38%      | Belo Horizonte            | Minas Gerais               |
| Rosângela Reis             | PL            | 42.009    | 0,37%      | Mesquita                  | Minas Gerais               |
| Marcelo Álvaro Antônio     | PL            | 31.025    | 0,28%      | Belo Horizonte            | Minas Gerais               |

### Assembleia Legislativa
Nas eleições para a Assembleia Legislativa de Minas Gerais, havia 77 cadeiras em disputa.
|               |                                                |           |            |          |               |         |  |  |  |  |
| Partidos      | Partidos                                       | Votos     | % de votos | Assentos | % de assentos | +/–     |  |  |  |  |
| PT            | Partido dos Trabalhadores                      | 1.522.760 | 13,74%     | 12       | 15,58%        | +2      |  |  |  |  |
| PL            | Partido Liberal                                | 1.306.136 | 11,78%     | 9        | 11,69%        | Estável |  |  |  |  |
| PSD           | Partido Social Democrático                     | 1.143.330 | 10,31%     | 9        | 11,69%        | –1      |  |  |  |  |
| PP            | Progressistas                                  | 833.221   | 7,52%      | 6        | 7,79%         | +5      |  |  |  |  |
| PV            | Partido Verde                                  | 407.441   | 3,68%      | 4        | 5,19%         | –3      |  |  |  |  |
| Republicanos  | Republicanos                                   | 475.080   | 4,29%      | 3        | 3,90%         | Estável |  |  |  |  |
| UNIÃO         | União Brasil                                   | 451.748   | 4,08%      | 3        | 3,90%         | Novo    |  |  |  |  |
| Avante        | Avante                                         | 449.270   | 4,05%      | 3        | 3,90%         | Estável |  |  |  |  |
| PSC           | Partido Social Cristão                         | 433.134   | 3,91%      | 3        | 3,90%         | +1      |  |  |  |  |
| Patriota      | Patriota                                       | 371.263   | 3,35%      | 3        | 3,90%         | Estável |  |  |  |  |
| PMN           | Partido da Mobilização Nacional                | 369.047   | 3,33%      | 3        | 3,90%         | +2      |  |  |  |  |
| Cidadania     | Cidadania                                      | 253.678   | 2,29%      | 3        | 3,90%         | –1      |  |  |  |  |
| NOVO          | Partido Novo                                   | 377.651   | 3,41%      | 2        | 2,60%         | Estável |  |  |  |  |
| MDB           | Movimento Democrático Brasileiro               | 314.743   | 2,84%      | 2        | 2,60%         | –2      |  |  |  |  |
| PDT           | Partido Democrático Trabalhista                | 313.735   | 2,83%      | 2        | 2,60%         | –1      |  |  |  |  |
| REDE          | Rede Sustentabilidade                          | 289.675   | 2,61%      | 2        | 2,60%         | +1      |  |  |  |  |
| PSDB          | Partido da Social Democracia Brasileira        | 299.427   | 2,70%      | 1        | 1,30%         | –3      |  |  |  |  |
| PSB           | Partido Socialista Brasileiro                  | 237.408   | 2,14%      | 1        | 1,30%         | –1      |  |  |  |  |
| PROS          | Partido Republicano da Ordem Social            | 218.897   | 1,97%      | 1        | 1,30%         | Estável |  |  |  |  |
| DC            | Democracia Cristã                              | 211.746   | 1,91%      | 1        | 1,30%         | +1      |  |  |  |  |
| PODE          | Podemos                                        | 192.418   | 1,74%      | 1        | 1,30%         | –1      |  |  |  |  |
| Solidariedade | Solidariedade                                  | 153.241   | 1,38%      | 1        | 1,30%         | Estável |  |  |  |  |
| PSOL          | Partido Socialismo e Liberdade                 | 136.262   | 1,23%      | 1        | 1,30%         | +1      |  |  |  |  |
| PCdoB         | Partido Comunista do Brasil                    | 115.403   | 1,04%      | 1        | 1,30%         | Estável |  |  |  |  |
| PTB           | Partido Trabalhista Brasileiro                 | 79.467    | 0,72%      | 0        | 0,00%         | –1      |  |  |  |  |
| PMB           | Partido da Mulher Brasileira                   | 37.832    | 0,34%      | 0        | 0,00%         | Estável |  |  |  |  |
| PRTB          | Partido Renovador Trabalhista Brasileiro       | 29.122    | 0,26%      | 0        | 0,00%         | Estável |  |  |  |  |
| PCB           | Partido Comunista Brasileiro                   | 9.675     | 0,09%      | 0        | 0,00%         | Estável |  |  |  |  |
| UP            | Unidade Popular                                | 9.228     | 0,08%      | 0        | 0,00%         | Novo    |  |  |  |  |
| PSTU          | Partido Socialista dos Trabalhadores Unificado | 5.815     | 0,05%      | 0        | 0,00%         | Estável |  |  |  |  |
| PCO           | Partido da Causa Operária                      | 789       | 0,01%      | 0        | 0,00%         | Estável |  |  |  |  |

### Deputados estaduais eleitos
| Deputados federais eleitos   | Partido       | Votação | Percentual | Cidade onde nasceu | Unidade federativa ou País |
| Bruno Engler                 | PL            | 637.412 |            |                    | Minas Gerais               |
| Beatriz Cerqueira            | PT            | 248.664 |            |                    | Minas Gerais               |
| Cássio Soares                | PSD           | 132.382 |            |                    | Minas Gerais               |
| Antonio Carlos Arantes       | PL            | 119.686 |            |                    | Minas Gerais               |
| Arlen Santiago               | Avante        | 170.181 |            |                    | Minas Gerais               |
| Mauro Tramonte               | Republicanos  | 158.453 |            |                    | Minas Gerais               |
| Noraldino Junior             | PSC           | 104.552 |            |                    | Minas Gerais               |
| Leandro Genaro               | PSD           | 101.190 |            |                    | Rio de Janeiro             |
| Fábio Avelar                 | Avante        | 99.317  |            |                    | Minas Gerais               |
| Tadeuzinho                   | MDB           | 96.862  |            |                    | Minas Gerais               |
| Tito Torres                  | PSD           | 96.811  |            |                    | Minas Gerais               |
| Gustavo Valadares            | PMN           | 96.714  |            |                    | Minas Gerais               |
| Ulysses Gomes                | PT            | 95.598  |            |                    | Minas Gerais               |
| Eduardo Azevedo              | PSC           | 92.624  |            |                    | Minas Gerais               |
| Cristiano Silveira           | PT            | 90.271  |            |                    | Minas Gerais               |
| Gil Pereira                  | PSD           | 88.393  |            |                    | Minas Gerais               |
| Neilando Pimenta             | PSB           | 85.364  |            |                    | Minas Gerais               |
| Dr. Jean Freire              | PT            | 84.489  |            |                    | Minas Gerais               |
| Delegado Christiano Xavier   | PSD           | 83.535  |            |                    | Minas Gerais               |
| Elismar Prado                | PROS          | 83.344  |            |                    | Minas Gerais               |
| Carlos Henrique              | Republicanos  | 82.881  |            |                    | Minas Gerais               |
| Ione Pinheiro                | UNIÃO         | 80.136  |            |                    | Minas Gerais               |
| Mário Henrique Caixa         | PV            | 76.360  |            |                    | Minas Gerais               |
| Raul Belém                   | Cidadania     | 76.239  |            |                    | Minas Gerais               |
| Sargento Rodrigues           | PL            | 76.039  |            |                    | Minas Gerais               |
| João Magalhães               | MDB           | 75.285  |            |                    | Minas Gerais               |
| Doorgal Andrada              | Patriota      | 73.338  |            |                    | Minas Gerais               |
| Zé Guilherme                 | PP            | 72.376  |            |                    | Minas Gerais               |
| Duarte                       | PSD           | 71.880  |            |                    | Minas Gerais               |
| Bosco                        | Cidadania     | 70.807  |            |                    | Minas Gerais               |
| Dr. Paulo                    | Patriota      | 70.569  |            |                    | Minas Gerais               |
| Enes Candido                 | PMN           | 70.472  |            |                    | Minas Gerais               |
| Marquinho Durval             | PT            | 69.374  |            |                    | Minas Gerais               |
| Leonídio Bouças              | PSDB          | 69.355  |            |                    | Minas Gerais               |
| Lohanna                      | PV            | 67.178  |            |                    | Minas Gerais               |
| Doutor Wilson Batista        | PSD           | 66.481  |            |                    | Minas Gerais               |
| Leninha                      | PT            | 65.864  |            |                    | Minas Gerais               |
| Coronel Sandro               | PL            | 65.173  |            |                    | Minas Gerais               |
| Thiago Cota                  | PDT           | 64.944  |            |                    | Minas Gerais               |
| Douglas Melo                 | PSD           | 64.170  |            |                    | Minas Gerais               |
| João Vítor Xavier            | Cidadania     | 62.597  |            |                    | Minas Gerais               |
| Betão                        | PT            | 62.169  |            |                    | Minas Gerais               |
| Charles Santos               | Republicanos  | 61.727  |            |                    | Minas Gerais               |
| Arnaldo Silva Júnior         | UNIÃO         | 61.059  |            |                    | Minas Gerais               |
| Alencar da Silveira Júnior   | PDT           | 60.283  |            |                    | Minas Gerais               |
| Rafael Martins               | PSD           | 60.142  |            |                    | Minas Gerais               |
| Lud Falcão                   | PODE          | 59.381  |            |                    | Minas Gerais               |
| Delegada Sheila              | PL            | 58.003  |            |                    | Minas Gerais               |
| Bim da Ambulância            | Avante        | 57.217  |            |                    | Minas Gerais               |
| Roberto Andrade              | Patriota      | 54.120  |            |                    | Minas Gerais               |
| Vitorio Junior               | PP            | 53.135  |            |                    | Minas Gerais               |
| Caporezzo                    | PL            | 52.168  |            |                    | Minas Gerais               |
| Dr. Maurício                 | NOVO          | 52.025  |            |                    | Minas Gerais               |
| Zé Laviola                   | NOVO          | 51.913  |            |                    | Minas Gerais               |
| Andréia de Jesus             | PT            | 51.120  |            |                    | Minas Gerais               |
| Macaé Evaristo               | PT            | 50.416  |            |                    | Minas Gerais               |
| Luizinho                     | PT            | 47.644  |            |                    | Minas Gerais               |
| Professor Cleiton            | PV            | 47.184  |            |                    | Minas Gerais               |
| Betinho Pinto Coelho Alberto | PV            | 45.113  |            |                    | Minas Gerais               |
| Professor Wendel Mesquita    | Solidariedade | 44.885  |            |                    | Minas Gerais               |
| Nayara Rocha                 | PP            | 44.619  |            |                    | Minas Gerais               |
| Celinho Sintrocel            | PCdoB         | 44.262  |            |                    | Minas Gerais               |
| Bella Gonçalves              | PSOL          | 43.768  |            |                    | Minas Gerais               |
| Ricardo Campos               | PT            | 43.690  |            |                    | Minas Gerais               |
| Gustavo Santana              | PL            | 43.282  |            |                    | Minas Gerais               |
| Leleco Pimentel              | PT            | 43.143  |            |                    | Minas Gerais               |
| Maria Clara Marra            | DC            | 42.415  |            |                    | Minas Gerais               |
| Alê Portela                  | PL            | 42.179  |            |                    | Minas Gerais               |
| Grego                        | PMN           | 38.396  |            |                    | Minas Gerais               |
| Oscar Teixeira               | PP            | 34.442  |            |                    | Minas Gerais               |
| Coronel Henrique             | PL            | 34.336  |            |                    | Minas Gerais               |
| Adriano Alvarenga            | PP            | 34.303  |            |                    | Minas Gerais               |
| Chiara Biondini              | PP            | 34.126  |            |                    | Minas Gerais               |
| Lucas Lasmar                 | REDE          | 34.092  |            |                    | Minas Gerais               |
| Ana Paula Siqueira           | REDE          | 33.621  |            |                    | Minas Gerais               |
| Marli Ribeiro                | PSC           | 31.340  |            |                    | Minas Gerais               |
| Rodrigo Lopes                | UNIÃO         | 28.270  |            |                    | Minas Gerais               |